# Lona Cultural

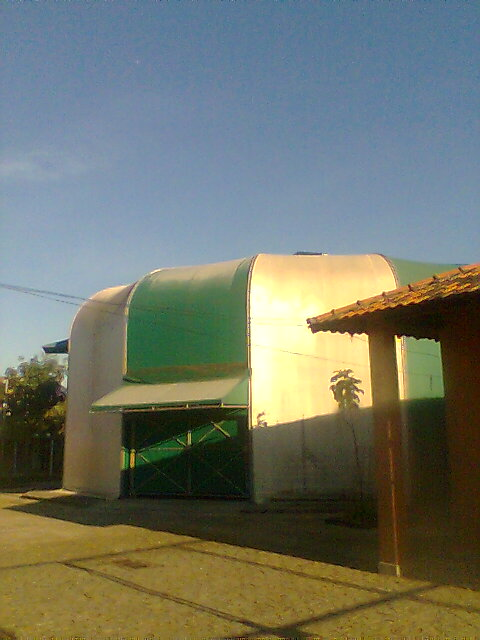
Lona Cultural Sandra de Sá, em Santa Cruz

Lona Cultural é o nome comum de uma série de teatros de arena cobertos, administrados pela Secretaria Municipal de Cultura da prefeitura do Rio de Janeiro onde ocorrem atividades de cunho cultural como shows, peças teatrais, oficinas, feiras de arte e artesanato, cursos, etc.
Em sua história, as primeiras Lonas Culturais são fruto do trabalho comunitário de amantes das atividades culturais sendo algumas criadas por trabalho voluntário e associado; onde estes grupos culturais e artísticos observando a não utilização das coberturas dos centros de debates de ONG's e grupos ativistas durante a RIO ECO'92 solicitaram à administração pública a sua utilização para criação de espaços de arte e cultura no subúrbio carioca, dessa forma trabalhando cultura e meio-ambiente conjuntamente (em que aproveitariam material que provavelmente seria descartado). Somente depois receberam incrementações através de co-administração conjunta à Secretaria Municipal de Cultura da cidade do Rio de Janeiro; através de um mecanismo específico da época, a instituição RIOARTE (atualmente extinto). Hoje em dia a co-administração se dá diretamente junto à Secretaria Municipal de Cultura, sob uma sub-secretaria; a de Gestão das Lonas Culturais.
As Lonas Culturais Municipais do Rio de Janeiro têm em comum um espaço aberto - arena semi circular coberta por lona sintética (daí o nome característico destes espaços) em sulcos nos padrões de cor verde e branco, provida de arquibancada em formato ferradura e pequena àrea de arena ao centro; com palco rural (adaptado pela maioria da administrações para palco tipo italiano )com iluminação e sonorização voltada quase que específicamente para shows musicais. À exceção da maioria, duas Lonas; a de Vista Alegre (João Bosco) e Magalhães Bastos (Gilberto Gil) tem sua arquitetura mais parecida com a de palco elizabetano, com a arquibancada da platéia encostando nas laterais do palco, estreitando-o; e sonorização/iluminação idem adequada como as demais. Em geral, as Lonas Culturais estão dentro de espaços abertos/praças onde podem ser desenvolvidas atividades que necessitam áreas externas, como espetáculos pirotécnicos.
A manutenção dos espaços das Lona Culturais é realizada em co-administração entre ONG's culturais e prefeitura e com a arrecadação das atividades.
A maioria das Lonas Culturais foram batizadas com o nome de algum notável artista brasileiro, com exceção da Lona Cultural Terra, que recebeu esse nome graças a música homônima de Caetano Veloso. Abaixo estão listadas todas as Lonas Culturais ligadas à Secretaria Municipal de Cultura da prefeitura do Rio de Janeiro:
| Nome              | Bairro             |
| ----------------- | ------------------ |
| Carlos Zéfiro     | Anchieta           |
| Elza Osborne      | Campo Grande       |
| Gilberto Gil      | Magalhães Bastos   |
| Herbert Vianna    | Maré               |
| Hermeto Pascoal   | Bangu              |
| João Bosco        | Vista Alegre       |
| Sandra de Sá      | Santa Cruz         |
| Terra             | Guadalupe          |
| Jacob do Bandolim | Jacarepaguá        |
| Renato Russo      | Ilha do Governador |